# موآنالو
موآنالوها (به انگلیسی: Moa-nalo) نام یک گروه از پرندگان منقرض‌شده از تیرهٔ مرغابیان است که در بزرگ‌ترین جزایر هاوایی می‌زیستند.

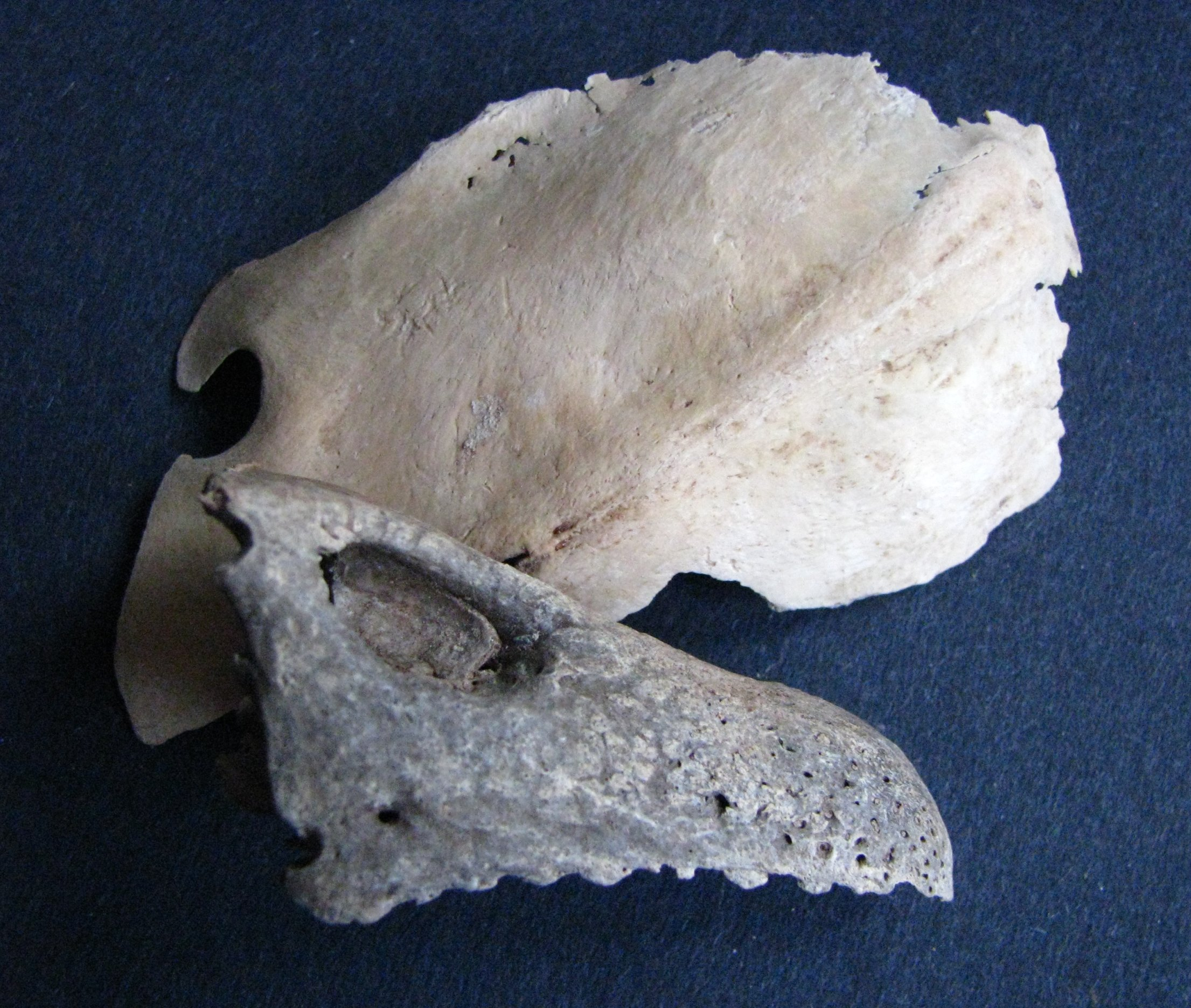
سنگوارهٔ نوک و تیغه Thambetochen xanion